# Lijst van voetbalinterlands Afghanistan - Jordanië
Deze lijst van voetbalinterlands is een overzicht van alle officiële voetbalwedstrijden tussen de nationale teams van Afghanistan en Jordanië. De landen hebben tot nu toe drie keer tegen elkaar gespeeld. De eerste ontmoeting, een kwalificatiewedstrijd voor de Azië Cup 1984, werd gespeeld in Guangzhou (China) op 20 september 1984. Het laatste duel, een kwalificatiewedstrijd voor de Azië Cup 2019, vond plaats op 10 oktober 2017 in Doesjanbe (Tadzjikistan).

## Wedstrijden
| № | Plaats    | Datum             | Competitie                 | Wedstrijd              | Uitslag |
| - | --------- | ----------------- | -------------------------- | ---------------------- | ------- |
| 1 | Guangzhou | 20 september 1984 | Azië Cup 1984 kwalificatie | Jordanië − Afghanistan | 6 − 1   |
| 2 | Amman     | 5 september 2017  | Azië Cup 2019 kwalificatie | Jordanië − Afghanistan | 4 − 1   |
| 3 | Doesjanbe | 10 oktober 2017   | Azië Cup 2019 kwalificatie | Afghanistan − Jordanië | 3 − 3   |

## Samenvatting
| Competitie            | Totaal gespeeld | Winst Afghanistan | Gelijk | Winst Jordanië | Doelsaldo Afghanistan – Jordanië |
| --------------------- | --------------- | ----------------- | ------ | -------------- | -------------------------------- |
| Azië Cup-kwalificatie | 3               | 0                 | 1      | 2              | 5 − 13                           |
| Totaal                | 3               | 0                 | 1      | 2              | 5 − 13                           |

Wedstrijden bepaald door strafschoppen worden, in lijn met de FIFA, als een gelijkspel gerekend.